# Melanerpes cactorum
El carpintero de los cardones (Melanerpes cactorum) es un ave sudamericana del género Melanerpes.

## Descripción
Mide 16 cm. Tiene el dorso negro; frente, mejillas y nuca blancos. Tiene una máscara negra alrededor del ojo. La garganta es blanca en los ejemplares juveniles, y amarilla en los adultos, el pecho grisáceo. El pico negro, es de forma cónica y agudo. Las alas, los flancos y la cola son negroazuladas con manchas blancas ordenadas en rayas transversales. Los ejemplares de ambos sexos son similares fuera de un poco de rojo —no siempre presente— en la nuca de los machos.
A veces forman grupos. Su hábitat es de cardonales, bosques y sabanas de tipo chaqueño. Puebla una amplia área que se extiende desde Perú hasta Uruguay, incluyendo Paraguay y el norte de Argentina.

## Comportamiento
Recorren los árboles, picoteando la corteza, buscando su alimento. Usan las plumas timoneras (de la cola) como apoyo adicional. Pueden sostenerse tanto en troncos y ramas verticales, como debajo de ramas horizontales. No es habitual observarlos en el suelo.
Antes de salir del nido, acostumbran a observar el entorno; si se sienten amenazados "desaparecen" hacia el interior del tronco.
En época de cría, los ejemplares adultos suelen abrír las alas luego de haberse posado cerca de su pareja.
Se los puede observar picoteando los espejos retrovisores de los automóviles (tal vez identificando su propia imagen con la de un competidor).

### Nidificación y reproducción
La construcción del nido la hacen ambos miembros de la pareja, por turnos. Iniciando con una abertura circular, perpendicular al tronco y hacia el interior del mismo, luego continuando hacia abajo, en el sentido del tronco.
En la zona sur de la ciudad de Córdoba, se puede observar la entrada al nido de algunos ejemplares que han utilizado árboles (guarán amarillo, olmo) ubicados en plazas. Se observó a un par de ejemplares iniciar un nido en un palo borracho, que no pudieron completar, pues la savia del árbol invadió la cavidad, llenándola casi por completo.
A fines de octubre de 2017 se observó a una pareja de esta especie aparearse. También se ha observado a un ejemplar adulto entrando al nido, oyéndose el picoteo contra la madera en el interior. En enero de 2018 se pudo ver a tres crías siendo alimentadas por sus padres mientras estaban en los árboles cercanos al nido. Dos años después (2019-12-11), se puede observar al menos una cría asomando a la entrada del mismo nido, siendo alimentada por dos adultos. En las cercanías se observa a otro ejemplar adulto (posiblemente una de las crías que ya tiene dos años). La cría sale del nido la primera semana de 2020. Al finalizar el verano, se oye el picoteo dentro del nido (¿posible ampliación?)

### Comunicación
El llamado habitual de estas aves es una repetición de dos notas (para el lector músico: re, sol, y en ocasiones a la repetición se le agrega un silencio de la misma duración).
Una tarde calurosa de fines de octubre (2019, hemisferio sur) se pudo oír a un ejemplar que volaba emitiendo un canto no habitual, que duró unos cinco segundos. Se asemejaba al tono del canto que emite el chimango, aunque en rápida sucesión y con un timbre más dulce.
Especialmente durante la primavera, suelen usar como resonadores de su picoteo (tamborilleo) las farolas de alumbrado público, o los buzones para cartas fabricados de chapa.

## Alimentación en cautiverio
Se registró un ejemplar en cautiverio de 13 años (alimentación balanceada, nestum multicereal, avena, miel, tenebrios como premio ocasional, papa, zapallo, manzana, espirulina, alimento para insectívoros, etc.; actividad normal; perfecto estado de salud).